# Мамолат Євген Самійлович
Євген Самійлович Мамолат (нар. 18 березня 1909, Кальниболота — пом. 28 травня 1964, Київ) — український радянський мистецтвознавець, реставратор і педагог. Брат медика Олександра Мамолата.

## Біографія
Народився 18 березня 1909 року в селі Кальниболотах (нині Голованівський район Кіровоградської області, Україна). У 1930-ті роки закінчив Київський художній інститут.
Упродовж 1935—1937 років працював у Києві в редакціях журналів «Образотворче мистецтво», «Творчість»; у 1939—1941 роках завідував художньою частиною та викладав у Київській середній художній школі. Брав участь у німецько-радянській війні. Нагороджений медаллю «За бойові заслуги» (15 червня 1945).
З 1945 року — учений секретар Інституту монументального живопису і скульптури Академії архітектури УРСР; з 1957 року — співробітник лабораторії реставрації настінного живопису Інституту теорії та історії архітектури і будівельної техніки Академії архітектури УРСР. Член КПРС з 1959 року. Помер у Києві 28 травня 1964 року.

## Роботи
Автор книги «Монументально-декоративне мистецтво» (1963), співавтор видань «Про охорону пам'ятників культури» (1956), «Мистецтво Київської Русі» (1956), «Історія українського мистецтва» (1966, том 1).
Брав участь у реставрації Софійського і Володимирського соборів у Києві.